# Jevgenij Solovjov
Jevgenij Andrejevitj Solovjov (ryska: Евгений Андреевич Соловьёв), född 19 augusti (gamla stilen: 6 augusti) 1863 i Penza, död 25 augusti (gamla stilen: 8 augusti) 1905 i Sjuvalovo, var en rysk författare.
Solovjov började sin litteraturkritiska verksamhet i olika tidningar under signaturen "Skriba"; under pseudonymen "Andrejevitj" utgav han 1898 den litteraturhistoriska studien Bjelinskij v jego pismach i sotjinenijach och 1901 Kniga o Tjechově i Gorkom. År 1905 publicerades hans sista och bästa arbete, Opyt filosofii russkoj literatury (Försök till den ryska litteraturens filosofi). Hans ryska litteraturhistoria, Otjerki iz istorii russkoj literatury (1903), saknar icke originell uppfattning, men lider av sakliga felaktigheter. År 1905 utgav han även en monografi över Lev Tolstoj.